# Albrecht Adam
Pour les articles homonymes, voir Adam (homonymie).
Albrecht Adam (1786 à Nördlingen - 1862 à Munich) est un peintre et graveur bavarois du XIXe siècle. Il se spécialise dans les scènes de batailles, les scènes de genre et les portraits.

## Biographie
Albrecht Adam voit le jour le 16 avril 1786, à Nördlingen, en Bavière. Doué pour le dessin, il dessine les troupes du général Moreau dès 1800, alors qu'il est apprenti pâtissier. En 1803, il s'installe à Nuremberg comme apprenti pâtissier, tout en fréquentant l’académie de dessin. Sous l’influence du peintre d'histoire Johann Lorenz Rugendas, il se spécialise dans la peinture de bataille. En 1809, il accompagne l'armée française et ses alliés bavarois, participant à la campagne de Vienne. Il se fait remarquer par Eugène de Beauharnais qui le nomme peintre de cour. À partir de cette époque, on le retrouve sur tous les champs de bataille, dans l’escorte des généraux bavarois ou autrichiens. Nommé dessinateur au bureau topographique de l'armée d'Italie, en 1812, au sein du IVe corps de la Grande Armée, il dessine alors une série de planches, constituant un corpus de documents iconographiques incontournable pour illustrer la geste napoléonienne.
En 1815, Adam se retire à Munich, où il poursuit sa carrière artistique. Il publie une série de lithographies de 120 planches, entre 1827 et 1833. Albrecht Adam se met alors aux services des rois de Bavière Maximilien I, Louis I, puis Maximilien II. Pour la résidence royale de Munich, il peint notamment la bataille de la Moskowa. En 1848-1849, il suit la campagne du général Radetzky en Italie et en rapporte les scènes de bataille de Novara et de Custozza.
Albrecht Adam meurt à Munich en Bavière, le 28 août 1862.

## Son œuvre
Célèbre pour ses scènes de batailles, il réalise aussi des scènes de genre et des portraits. Il est aussi connu pour ses tableaux de chevaux, dont on peut dire qu’il est le spécialiste de l’époque. Ses œuvres sont conservées au château de Tegersee, à la Neue Pinakothek de Munich, à la Résidence de Munich, à Saint-Pétersbourg, à Vienne et à la Graphische Sammlung Bibliothek.
Suivit et illustra la campagne de Russie, suite de 100 lithographies : Voyage pittoresque et militaire de Willenberg en Prusse jusqu'à Moscou, fait en 1812.
Son frère Henri et ses fils Benno, Eugen, Franz sont aussi peintres.